# Jens Debusschere
Jens Debusschere (Roeselare, 28 agosto 1989) è un ex ciclista su strada belga con caratteristiche di velocista, professionista dal 2011 a giugno 2023. Nel 2014 si è laureato campione nazionale in linea e nel 2016 ha vinto la Dwars door Vlaanderen.

## Palmarès

### Strada
- 2007 (Juniores)

Campionati belgi, Prova in linea Juniores
Giro delle Fiandre Juniores
De Vlaams Brabant Classic
3ª tappa Keizer der Juniores (Koksijde > Koksijde)
- 2009 (PWS Eijssen Cycling Team Under-23)

1ª tappa Ronde van Vlaams-Brabant
3ª tappa Ronde van Vlaams-Brabant
- 2010 (PWS Eijssen Cycling Team Under-23)

4ª tappa Triptyque Ardennais
Internatie Reningelst
3ª tappa Tour de la Province de Namur
- 2013 (Lotto-Belisol Team, quattro vittorie)

Kampioenschap van Vlaanderen
1ª tappa Eurométropole Tour
Classifica generale Eurométropole Tour
Nationale Sluitingsprijs
- 2014 (Lotto-Belisol, tre vittorie)

Campionati belgi, Prova in linea
1ª tappa Tour de Wallonie (Frasnes-lez-Anvaing > Tournai)
Nationale Sluitingsprijs
- 2015 (Lotto-Soudal, due vittorie)

1ª tappa Tirreno-Adriatico (Camaiore > Cascina)
Grand Prix de Wallonie
Omloop van het Houtland
1ª tappa Tour de l'Eurométropole (La Louvière > Chièvres)
- 2016 (Lotto-Soudal, una vittoria)

Dwars door Vlaanderen
- 2017 (Lotto-Soudal, due vittorie)

1ª tappa Quatre Jours de Dunkerque (Dunkerque > Iwuy)
5ª tappa Giro del Belgio (Huy > Waremme)
- 2018 (Lotto-Soudal, una vittoria)

1ª tappa Tour de Wallonie (Tienen > Tongeren)

#### Altri successi
- 2010 (PWS Eijssen Cycling Team Under-23)

Oostnieuwkerke
Bulskamp
Bissegem
- 2017 (Lotto-Soudal)

Classifica a punti Giro del Belgio

### Pista
- 2006 (Juniores)

Campionati belgi, Inseguimento a squadre Juniores

## Piazzamenti

### Grandi Giri
- Giro d'Italia

2018: 136º
- Tour de France

2015: 145º
2016: non partito (15ª tappa)
2019: 153º
2020: fuori tempo massimo (17ª tappa)
- Vuelta a España

2012: non partito (14ª tappa)
2014: 107º
2017: ritirato (9ª tappa)

### Classiche monumento
- Milano-Sanremo

2016: 35º
2017: 132º
2018: 22º
- Giro delle Fiandre

2012: 70º
2013: 27º
2014: ritirato
2015: 25º
2017: ritirato
2018: 61º
2019: 35º
2020: ritirato
2021: ritirato
- Parigi-Roubaix

2011: ritirato
2012: ritirato
2013: ritirato
2014: 75º
2015: 9º
2017: 78º
2018: 10º
2019: ritirato
2021: ritirato

### Competizioni mondiali
- Campionati del mondo

Limburgo 2012 - Cronosquadre: 17º
Doha 2016 - In linea Elite: 47º